# 三笠站 (北海道)

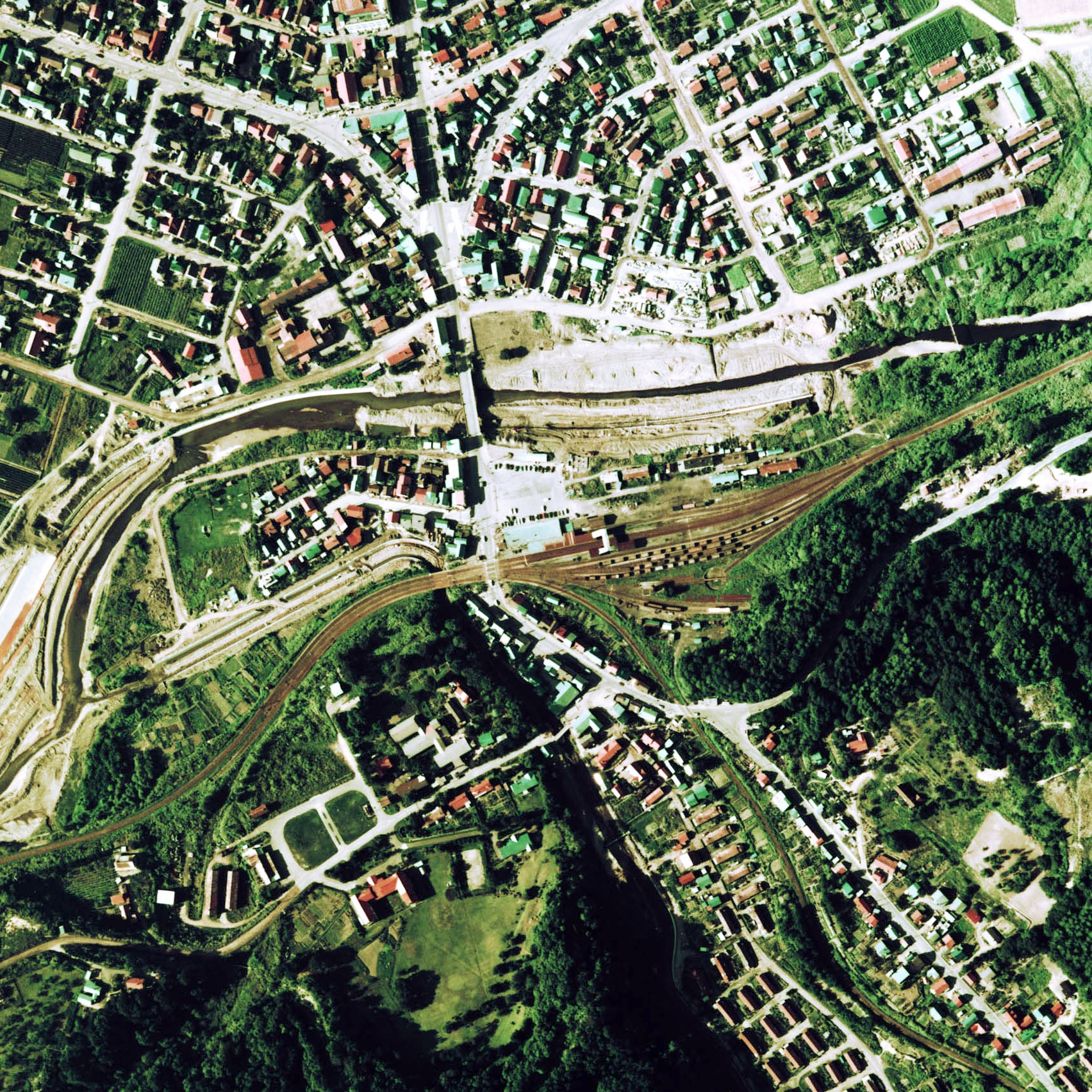
1976年的三笠站與方圓750米範圍。左邊是岩見澤方向。右邊是幾春別方向。右下方是貨物支線前往幌內方向。

三笠站（日语：／ Mikasa eki */?）是位於北海道三笠市本町，北海道旅客鐵道（JR北海道）的幌內線車站（廢站）。隨著幌內線全線廢線，車站在1987年（昭和62年）7月13日廢除。

## 歷史
三笠站的前身是幌內太站（日语：／）。在1878年（明治11年），由於當時開拓事業停滯，為了解決這個問題，便於附近開發煤田。成為了繼茅沼煤礦後，北海道內第2座煤礦——幌內煤礦。當時鋪設了北海道首條鐵路幌內鐵道，鐵路途經札幌，連接小樽港，以便運送煤礦至港口，當中也開設了此主要車站。該鐵路先行開通區間是手宮至札幌之間，當時手宮站、住吉站（現時：南小樽站）、錢函站和札幌站為首四座啟用車站，後來開通區間是札幌至幌內之站，江別站、幌內站和此站共同成為北海道內第五古老車站。
- 1882年（明治15年）
  - 8月：設置幌內太機關室（後來為幌內太機關庫）。
  - 11月13日：隨著官營幌內鐵道（日语：幌内鉄道）札幌至幌內之間開通，幌内太站（日语：／）啟用[1]。當時為一般車站[1]。
- 1888年（明治21年）12月10日：此站至郁春別（後來名為幾春別）之間開通。
- 1889年（明治22年）12月11日：路線轉讓至北海道炭礦鐵道。車站讀法改為「ほろないふと」[2][3]
- 1901年（明治34年）5月：設置跨線橋。
- 1904年前：車站名稱讀法改為「ほろないぶと」[4]。
- 1906年（明治39年）10月1日：北海道炭礦鐵道鐵路線被國有化，成為官設鐵道鐵路線[1]。
- 1910年（明治43年）5月：幌內太機關庫變成岩見澤機關庫幌內太分庫。
- 1914年（大正3年）10月：三笠煤礦（後來被住友收購，改名為唐松煤礦）至此站積込場鋪設馬車軌道4.8公里。
- 1929年（昭和4年）12月25日：隨著開設唐松站，連接唐松煤礦的馬車軌道廢除。
- 1940年（昭和15年）9月：跨線橋翻新。
- 1944年（昭和19年）4月1日：站名改名為三笠站[1]。
- 1958年（昭和33年）3月：車站和跨線橋翻新。
- 1981年（昭和56年）5月25日：結束處理貨物[5]。
- 1984年（昭和59年）2月1日：結束處理行李[1]。
- 1987年（昭和62年）
  - 4月1日：伴隨國鐵分割民營化，車站由北海道旅客鐵道（JR北海道）營運[1]。
  - 7月13日：幌內線全線廢除，此站也廢除[6][1]。

### 站名的由來
在開設時的站名為「幌內太」。該名稱源自幌內川和幾春別川合流處，該處在阿伊努語為「ポロ=ナイ=プト」（大河口），後來[[借字 (日語)]借字|]後成為地區名。另一方面，該處的名稱源自阿伊努語的「イ=チキル=ウシ」或「イ=チャル=ウシ」，其意思為「許多熊足蹟」，後來演變為「イチキシリ」，再文字化為「市來知村」。在1882年（明治15年）設置了空知集治監，由於後方的山看似奈良的三笠山。在1906年（明治39年），市來知、幌內、幾春別三村合併，並名為「三笠山村」。後來在1942年（昭和17年）9月實施町制，成為「三笠町」。站名也改名為「三笠」。在1944年（昭和19年）1月，當字名修正後，同年4月，「幌內太」這個地名便完全消失。

## 車站構造
截至車站廢除前，此站是地面車站，設有2面3線的混合式月台（單式月台和島式月台）。當時可進行列車交會。此站為有人車站。月台之間設有跨線橋連接。此站設有路線分支，分支至幌內的貨物支線。分支點在車站靠近岩見澤一方，而幌內方向的列車不能直接進入月台。
此外，在機關庫開設當初設有三角線（Y線），後來設置了轉車盤和調度設備。

## 車站周邊
- 幌內太站（重現當時的氣氛）
- 多賀町商店街
- 平和通
- 三笠市政廳
- 空知商工信用組合（日语：空知商工信用組合）三笠分店
- 三笠山橋
- Seicomart（日语：セイコーマート）三笠
- 北海道中央巴士（日语：北海道中央バス）、三笠市營巴士（日语：三笠市営バス）「三笠市民會館」巴士站

## 現況
現時，三笠站遺址設置了三笠鐵道村三笠區（克勞福德公園）。跨線橋和月台還存在。在車站廢除後，車站大樓被拆毀，後來第一代車站大樓重現，於同一位置重建大樓。

## 相鄰車站
北海道旅客鐵道
幌內線
萱野－三笠－唐松
支線 
三笠－（幌內住吉）－幌內
※幌內住吉站在三笠至幌內之間在廢除客運業務同時廢站（1972年（昭和47年））。

## 注腳
1. 1 2 3 4 5 6 7 8 9  石野哲（編）. . JTB. 1998: 841. ISBN 978-4-533-02980-6 （日语）.
2. ↑  大日本鐵道線路全圖 General railway map of Japan. 1891, 鉄道庁著 1891年出版 （页面存档备份，存于）（日語） 圖中羅馬字標記站名。（國立國會圖書館數碼化收藏）
3. ↑  「北海道案内」 加藤重任 著　北海道物産共進会出版 1892年（明治25年）発行 （页面存档备份，存于）（日語）（國立國會圖書館數碼化收藏）。
4. ↑  大日本鐵道線路全圖 General railway map of Japan. 1904, 1905年 逓信省鉄道局出版 （页面存档备份，存于）（日語）（國立國會圖書館數碼化收藏）
5. ↑  . 官報. 1981-05-23 （日语）.
6. ↑  今尾惠介《日本鉄道旅行地図帳》1號 北海道，新潮社，2008年，p.36
7. ↑  新三笠市史 平成5年1月發行。P3,28,346等。以及1944年3月27日付け官報（日語）。但是三笠市史、新三笠市史把出站名修正是在1943年（昭和18年）9月。